# Legenda Folium
Legenda Folium — український кавер-гурт з міста Харків. Лауреати ІІІ премії у жанрі рок-музики на XIII Всеукраїнському фестивалі Червона Рута в Києві. Учасники нацвідбору до Євробачення 2017. Legenda Folium є виконавцями каверів на Linkin Park.

## Жанр
Свою творчість Legenda Folium характеризують як сплав агресії та мелодійності; своєрідний симбіоз альтернативної музики з елементами Industrial та Electronic Dance Music.

## Історія

### Назва групи
«Щодо назви, то відразу була абревіатура „LF“, тобто мені як фану Linkin Park подобались такі поєднання літер. Перше слово повинно було бути співзвучним на всіх мовах, а з другим так вийшло. Взагалі вважаю, що назва це не головне.» — Icey.

### Становлення: 2010—2012
У 2010 році Icey разом із тодішніми басистом та барабанщиком почали перші напрацювання майбутнього матеріалу групи. У 2011 році був записаний перший демо-альбом, з яким група почала виступати у харківських клубах.

### Активна діяльність: 2013—2022
У 2014 році Legenda Folium випустили свій перший кліп на пісню MySpace та презентували його на національному телебаченні.
У 2015 році Legenda Folium випускають сингл «Vanish» та протягом наступних років продовжують активну гастрольно-концертну діяльність. Гурт виступав на багатьох національних фестивалях, серед них — «Схід-Рок», «Завантаження», «ЗахідФест», «Файне Місто», «Тарас Бульба», «Рок-удар».
Після початку повномасштабного російського вторгнення, клуб став хабом для проведення благодійних концертів та інших заходів на підтримку військових та цивільного населення України. В грудні 2023, хаб припинив існування через брак фінансування.

## Склад

### Поточні учасники
- Ілля Саєнко — вокал, гітара, бас, клавішні, семплинг
- Майкл Літовка — МС, семплинг
- Олександр Сайговський — барабани, перкусія

### Колишні учасники
- Yang Van Bo — барабани
- Олексій Ковтун — бас
- Олександр Бабенко — бас

## Дискографія

### Студійні альбоми
- 2017 — B_Fly

### EP
- 2013 — Inject

### Сингли
- 2016 — Vanish
- 2016 — Eleven

### Відеографія
- My Space (music video)